# Aeroport Vilhena
Aeroport Vilhena (IATA: BVH, ICAO: SBVH) este un aeroport din Rondônia, Brazilia ce deservește zona Vilhena. Aeroportul a fost tranzitat în 2022 de 55.789 de pasageri. A fost numit după zona deservită.
Situat la o altitudine de 615 m, aeroportul dispune de 1 pistă.

## Infrastructură

### Piste
Aeroportul dispune de o singură pistă. Pista 3/21 are suprafața de asfalt și dimensiunile 2.600 m × 30 m. 